# Kocieniec (dopływ Kamiennej)
Kocieniec (niem. Katzenzwiesel) – strumień w Karkonoszach, lewy dopływ Kamiennej o długości 1,7 km. Początek bierze z Torfowiska pod Mumlawskim Wierchem, na zachód od Mumlawskiego Wierchu, poniżej granicy Karkonoskiego Parku Narodowego. Uchodzi do Kamiennej powyżej Jakuszyc. Płynie po granicie i jego zwietrzelinie. Cały obszar zlewni Kocieńca porośnięty jest górnoreglowymi lasami świerkowymi.